# Supranacional Venezuela 2022
El Supranacional Venezuela 2022 fue la tercera (3.ª) edición del certamen Supranacional Venezuela, cuya final se llevó a cabo en Caracas, Venezuela, el jueves 9 de junio de 2022 en los Estudios de Globovisión. Cuya final tuvo dos concursos -o categorías-, Miss Supranacional y Míster Supranacional. Al final del evento, Valentina Sánchez, Miss Supranational Venezuela 2021, entregará su banda y corona a su sucesora, consagrándola además como la nueva Miss Supranational Venezuela. Adicionalmente, William Badell, Mister Supranational Venezuela 2021, entregará su bufanda y trofeo a su sucesor, consagrando además como el nuevo Mister Supranational Venezuela. Los ganadores representaran a Venezuela en el Miss Supranacional 2023 y Mister Supranacional 2022.
El evento fue transmitido en vivo y directo para toda Venezuela por Globovisión, y para el extranjero mediante YouTube.

## Resultados
El Supranacional Venezuela 2022 se realizó bajo dos competencias separadas:

### Miss Supranational Venezuela
La ganadora de esta sección representará a Venezuela en la 14.ª edición de Miss Supranacional.
| Resultado final                   | Candidata                                                      |
| --------------------------------- | -------------------------------------------------------------- |
| Miss Supranational Venezuela 2023 | - 11 - Selene Delgado                                          |
| Primera Finalista                 | - 9 - Francisca Rodríguez                                      |
| Segunda Finalista                 | - 6 - Nicole Carreño                                           |
| Tercera Finalista                 | - 12 - Claudymar Oropeza                                       |
| Cuarta Finalista                  | - 8 - Gregmary Vargas                                          |
| Top 8                             | - 1 - Catherine Barreto - 4 - Jousy Chan - 13 - Valentina Díaz |

### Mister Supranational Venezuela
el ganador de esta sección representará a Venezuela en la 7.ª edición de Mister Supranacional.
| Resultado final                                                         | Candidata                                                     |
| ----------------------------------------------------------------------- | ------------------------------------------------------------- |
| Mister Supranational Venezuela 2023                                     | - 9 - Jorge Eduardo Núñez                                     |
| Primer Finalista - (Designado como Mister Supranational Venezuela 2022) | - 6 - Anthony Gallardo                                        |
| Segundo Finalista                                                       | - 11 - Christian Nunes                                        |
| Tercer Finalista                                                        | - 3 - Félix Bolívar                                           |
| Cuarto Finalista                                                        | - 1 - Omar Riera                                              |
| Top 8                                                                   | - 2 - Jolber Figueredo - 5 - Jorge Urbina - 7 - Steven Aponte |

### Designaciones
Durante la final del Supranacional Venezuela 2022; se llevaron a cabo dos designaciones, la primera se designa a Ismelys Velásquez como Miss Supranational Venezuela 2022, obteniendo el derecho de representar a Venezuela; en la 13.ª edición de Miss Supranacional.
Al final de la velada; se otorga el segundo título en donde se designa a Valentina Sánchez como Universal Woman Venezuela 2022, obteniendo el derecho de representar a Venezuela; en la edición la 1.ª edición de Universal Woman.
| Resultado final                   | Candidata           |
| --------------------------------- | ------------------- |
| Miss Supranational Venezuela 2022 | - Ismelys Velásquez |
| Universal Woman Venezuela 2022    | - Valentina Sánchez |

## Concursantes

### Miss Supranational Venezuela
13 candidatas competirán por el título Miss Supranational Venezuela 2022:
(En la tabla se utiliza su nombre completo, los sobrenombres van entrecomillados y los apellidos utilizados como nombre artístico, entre paréntesis; fuera de ella se utilizan sus nombres «artísticos» o simplificados).
| Nro. | Candidata                           | Edad | Estatura        | Estado/Región    | Ciudad natal   |
| ---- | ----------------------------------- | ---- | --------------- | ---------------- | -------------- |
| 1    | Catherine Barreto                   | 27   | 1,70 m (5′ 7″)  | Distrito Capital | Caracas        |
| 2    | Michell Alejandra Durán Hernández   | 25   | 1,63 m (5′ 4″)  | Carabobo         | Valencia       |
| 3    | Steffanía Alejandra Rodríguez Vivas | 23   | 1,70 m (5′ 7″)  | Distrito Capital | Caracas        |
| 4    | Jousy Bridget Chan López            | 23   | 1,71 m (5′ 7″)  | Carabobo         | Valencia       |
| 5    | María José Meza Sánchez             | 23   | 1,71 m (5′ 7″)  | Mérida           | Mérida         |
| 6    | Nicole Alessandra Carreño Pérez     | 21   | 1,70 m (5′ 7″)  | Trujillo         | Trujillo       |
| 7    | María Andrea Martins De Franca      | 26   | 1,76 m (5′ 9″)  | Carabobo         | Valencia       |
| 8    | Gregmary José Vargas Petit          | 20   | 1,73 m (5′ 8″)  | Falcón           | Coro           |
| 9    | Francisca José Rodríguez Rodríguez  | 22   | 1,80 m (5′ 11″) | Bolívar          | Ciudad Bolívar |
| 10   | Estefani Gabriela Narváez Márquez   | 20   | 1,77 m (5′ 10″) | Carabobo         | Valencia       |
| 11   | Selene Alejandra Delgado Delgado    | 25   | 1,80 m (5′ 11″) | Miranda          | Guatire        |
| 12   | Claudymar Sarah Oropeza Avanzo      | 23   | 1,80 m (5′ 11″) | Carabobo         | Valencia       |
| 13   | Valentina del Valle Díaz Alcalá     | 22   | 1,82 m (6′ 0″)  | Anzoátegui       | Barcelona      |

### Mister Supranational Venezuela
11 candidatos competirán por el título de Mister Supranational Venezuela 2022:
(En la tabla se utiliza su nombre completo, los sobrenombres van entrecomillados y los apellidos utilizados como nombre artístico, entre paréntesis; fuera de ella se utilizan sus nombres «artísticos» o simplificados).
| Nro. | Candidato                            | Edad | Estatura        | Estado/Región    | Ciudad natal |
| ---- | ------------------------------------ | ---- | --------------- | ---------------- | ------------ |
| 1    | Omar Alfonso Ely Riera Sambrano      | 33   | 1,78 m (5′ 10″) | Distrito Capital | Caracas      |
| 2    | Jolber Enrique Figueredo Sequera     | 23   | 1,76 m (5′ 9″)  | Carabobo         | Valencia     |
| 3    | Félix Eduardo Bolívar Osorio         | 28   | 1,77 m (5′ 10″) | Carabobo         | Valencia     |
| 4    | Geralbert Samuel Rebolledo Urrutia   | 29   | 1,77 m (5′ 10″) | Distrito Capital | Caracas      |
| 5    | Jorge Luis Urbina Natera             | 23   | 1,80 m (5′ 11″) | Distrito Capital | Caracas      |
| 6    | Alexander José Barrera Zambrano      | 21   | 1,83 m (6′ 0″)  | Distrito Capital | Caracas      |
| 7    | Ramón Esteban "Steven" Aponte Suárez | 31   | 1,82 m (6′ 0″)  | Aragua           | Turmero      |
| 8    | Darwins José "Dajo" Martínez Figuera | 32   | 1,87 m (6′ 2″)  | Distrito Capital | Caracas      |
| 9    | Jorge Eduardo Núñez Martínez         | 27   | 1,87 m (6′ 2″)  | Zulia            | Ciudad Ojeda |
| 10   | Anthony Misael Gallardo Villegas     | 28   | 1,88 m (6′ 2″)  | Distrito Capital | Caracas      |
| 11   | Christian Arnaldo Nunes Ángulo       | 28   | 1,93 m (6′ 4″)  | Distrito Capital | Caracas      |

### Retiros
- Miguel Ángel Montevideo Zapata (Mister Supranational Venezuela) se retiró por razones desconocidas.

## Datos acerca de los concursantes
- Algunos de los concursantes del Supranacional Venezuela 2022 han participado, o participarán, en otros certámenes de importancia nacionales e internacionales:
  - María Andrea Martins (Miss Supranational Venezuela) fue segunda finalista en Elite Model Look 2014, participó sin éxito en Miss Carabobo 2017 y en Miss Venezuela 2021 representando a Carabobo.
  - Selene Delgado (Miss Supranational Venezuela) participó sin éxito en Sambil Model Venezuela 2016 y fue cuarta finalista en Miss Venezuela 2021 representando a Miranda.
  - Gregmary Vargas (Miss Supranational Venezuela) participó en Alexa Internacional 2018 representando a Portuguesa, finalista en el El Concurso By Osmel Falcón 2021 y participó sin éxito en el El Concurso By Osmel Sousa: segunda temporada.
  - Claudymar Oropeza (Miss Supranational Venezuela) ganó El Concurso By Osmel Sousa: primera temporada y Miss Charm Venezuela 2020.
  - Francisca Rodríguez (Miss Supranational Venezuela) ganó Reina de la Ruta del Calipso 2020.
  - María José Meza (Miss Supranational Venezuela) participó sin éxito en El Concurso by Osmel Sousa Distrito Capital 2021.
  - Steffanía Rodríguez (Miss Supranational Venezuela) fue Miss Eco Venezuela 2020 y fue tercera finalista en Miss Eco Internacional 2021.
  - Valentina Diaz (Miss Supranational Venezuela) fue Miss Océano Venezuela 2021 y Miss Wisdom Venezuela 2021.
  - Jorge Eduardo Núñez (Mister Supranational Venezuela) fue Mister Venezuela 2019 y fue cuatrofinalista en Mister Mundo 2019.
  - Christian Nunes (Mister Supranational Venezuela) fue Mister Venezuela 2017 y fue semifinalista en Mister Global 2018.

- Algunas de las delegadas nacieron o viven en otro país distinto al que representaron, o bien, tienen un origen étnico distinto:
  - Catherine Barreto (Miss Supranational Venezuela) radica en Italia.
  - Jousy Chan (Miss Supranational Venezuela) tiene ascendencia china por lado paterno.